# Boksen op de Olympische Zomerspelen 1948

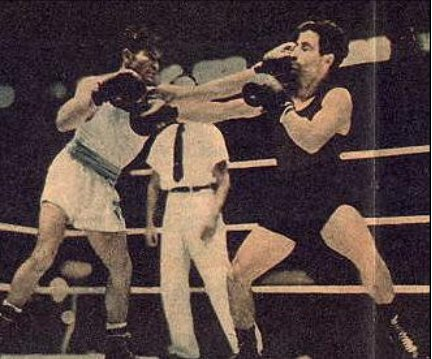
Pacual Perez vs. Bandinelli strijden om het goud op de Olympische Zomerspelen 1948

Boksen is een van de sporten die beoefend werden tijdens de Olympische Zomerspelen 1948 in Londen.

## Heren
Uitslagen per gewichtsklasse: 

### vlieggewicht (tot 51 kg)
| rang   | sporter             | land |
| ------ | ------------------- | ---- |
| Goud   | Pascual Pérez       | ARG  |
| Zilver | Spartaco Bandinelli | ITA  |
| Brons  | Han Soo-ann         | KOR  |
| 4      | František Majdloch  | TCH  |
| 5      | Alex Bollaert       | BEL  |
| 5      | Appie Corman        | NED  |
| 5      | Luis Martínez       | ESP  |
| 5      | Frank Sodano        | USA  |

### bantamgewicht (tot 54 kg)
| rang   | sporter                      | land |
| ------ | ---------------------------- | ---- |
| Goud   | Tibor Csík                   | HUN  |
| Zilver | Gianbattista Zuddas          | ITA  |
| Brons  | Juan Venegas                 | PUR  |
| 4      | Álvaro Vicente Doménech      | ESP  |
| 5      | James Carruthers             | AUS  |
| 5      | Celestine González Henriquez | CHI  |
| 5      | William Lenihan              | IRL  |
| 5      | Albert Perera                | CEY  |

### vedergewicht (tot 58 kg)
| rang   | sporter             | land |
| ------ | ------------------- | ---- |
| Goud   | Ernesto Formenti    | ITA  |
| Zilver | Dennis Shepherd     | RSA  |
| Brons  | Aleksy Antkiewicz   | POL  |
| 4      | Francisco Núñez     | ARG  |
| 5      | Edward Johnson      | USA  |
| 5      | Eduard Kerschbaumer | AUT  |
| 5      | Armand Savoie       | CAN  |
| 5      | Su Bung-nan         | KOR  |

### lichtgewicht (tot 62 kg)
| rang   | sporter         | land |
| ------ | --------------- | ---- |
| Goud   | Gerald Dreyer   | RSA  |
| Zilver | Jos Vissers     | BEL  |
| Brons  | Svend Wad       | DEN  |
| 4      | Wallace Smith   | USA  |
| 5      | Øivind Breiby   | NOR  |
| 5      | Edward Haddad   | CAN  |
| 5      | Maxie McCullagh | IRL  |
| 5      | Ralph Zumbano   | BRA  |

### weltergewicht (tot 67 kg)
| rang   | sporter               | land |
| ------ | --------------------- | ---- |
| Goud   | Július Torma          | TCH  |
| Zilver | Horace Herring        | USA  |
| Brons  | Alessandro D'Ottavio  | ITA  |
| 4      | Douglas du Preez      | RSA  |
| 5      | William Boyce         | AUS  |
| 5      | Zygmunt Chychła       | POL  |
| 5      | Aurelio Díaz Cadaveda | ESP  |
| 5      | Eladio Herrera        | ARG  |

### middengewicht (tot 73 kg)
| rang   | sporter             | land |
| ------ | ------------------- | ---- |
| Goud   | László Papp         | HUN  |
| Zilver | John Wright         | GBR  |
| Brons  | Ivano Fontana       | ITA  |
| 4      | Michael McKeon      | IRL  |
| 5      | August Cavignac     | BEL  |
| 5      | Aimé-Joseph Escudie | FRA  |
| 5      | Dogomar Martínez    | URU  |
| 5      | Jan Schubart        | NED  |

### halfzwaargewicht (tot 80 kg)
| rang   | sporter            | land |
| ------ | ------------------ | ---- |
| Goud   | George Hunter      | RSA  |
| Zilver | Donald Scott       | GBR  |
| Brons  | Mauro Cia          | ARG  |
| 4      | Adrian Holmes      | AUS  |
| 5      | Giacomo di Segni   | ITA  |
| 5      | Hugh O'Hagan       | IRL  |
| 5      | Harri Siljander    | FIN  |
| 5      | Franciszek Szymura | POL  |

### zwaargewicht (boven 80 kg)
| rang   | sporter         | land |
| ------ | --------------- | ---- |
| Goud   | Rafael Iglesias | ARG  |
| Zilver | Gunnar Nilsson  | SWE  |
| Brons  | John Arthur     | RSA  |
| 4      | Hans Müller     | SUI  |
| 5      | Uber Baccilieri | ITA  |
| 5      | Adam Faul       | CAN  |
| 5      | Jack Gardner    | GBR  |
| 5      | Jay Lambert     | USA  |

## Medaillespiegel
| rang   | land              | goud | zilver | brons | totaal |
| ------ | ----------------- | ---- | ------ | ----- | ------ |
| 1      | Zuid-Afrika       | 2    | 1      | 1     | 4      |
| 2      | Argentinië        | 2    | 0      | 1     | 3      |
| 3      | Hongarije         | 2    | 0      | 0     | 2      |
| 4      | Italië            | 1    | 2      | 2     | 5      |
| 5      | Tsjecho-Slowakije | 1    | 0      | 0     | 1      |
| 6      | Groot-Brittannië  | 0    | 2      | 0     | 2      |
| 7      | België            | 0    | 1      | 0     | 1      |
| 7      | Verenigde Staten  | 0    | 1      | 0     | 1      |
| 7      | Zweden            | 0    | 1      | 0     | 1      |
| 10     | Denemarken        | 0    | 0      | 1     | 1      |
| 10     | Polen             | 0    | 0      | 1     | 1      |
| 10     | Puerto Rico       | 0    | 0      | 1     | 1      |
| 10     | Zuid-Korea        | 0    | 0      | 1     | 1      |
| totaal | totaal            | 8    | 8      | 8     | 24     |